# Marçal de Azevedo Pacheco
Marçal de Azevedo Pacheco (São Clemente, Loulé, 8 de Novembro de 1847 — São Clemente, Loulé, 17 de Abril de 1896) foi um político português.

## Biografia

### Vida pessoal e formação
Nasceu em São Clemente, Loulé, filho do alfaiate João António Pacheco (Almodôvar, Almodôvar, 19 de Fevereiro de 1823 — ?) e de sua mulher Maria Serafina de Azevedo (São Clemente, Loulé, 12 de Janeiro de 1825 — ?). Foi seu padrinho de batismo Marçal Henriques de Azevedo e Silva Lobo de Aboim.
Licenciou-se em Direito em 1872, pela Faculdade de Direito da Universidade de Coimbra.[carece de fontes?]

### Carreira política
Em 1874, foi eleito presidente da Câmara Municipal de Loulé, e dois anos depois assumiu funções como deputado do Partido Regenerador, pelo círculo eleitoral de Macedo de Cavaleiros.
Em 1883, exercia as funções de conselheiro de Estado e par do reino, duas posições de elevada importância dentro do sistema político nacional. Neste período, participou em várias discussões no Parlamento sobre o traçado da linha férrea até ao Algarve. Em 1885, já se tinha planeado o sítio onde iria ficar a Estação Ferroviária de Loulé, num local muito distante da vila, pelo que Marçal Pacheco começou a lutar por uma alteração no traçado da via férrea, de forma a passar mais próxima de Loulé, tendo conseguido, em 1890, convencer o estado a executar um estudo neste sentido.
Em 1886, exercia as funções de subdiretor-geral do Ministério da Justiça e presidente do Tribunal do Contencioso Administrativo do Distrito de Lisboa.
Ordenou a construção do Palácio da Fonte da Pipa, em São Clemente, Loulé, que então era conhecido como Quinta da Esperança. No entanto, as obras ainda não tinham sido concluídas quando morreu, em 1896.
Em 1894 foi Padrinho de Baptismo de seu sobrinho paterno Humberto. Foi também tio paterno de Duarte José Pacheco.[carece de fontes?]

### Falecimento e família
A 14 de julho de 1886, casou na Igreja de São João Batista (Lumiar), em Lisboa, com Hercília Cordeiro de Sequeira (Santa Engrácia, Lisboa, c. 1868), filha de José António Pereira de Araújo Sequeira, natural de Aveiras, e de Maria José Cordeiro Sequeira, natural de Lisboa. Foram padrinhos de casamento os Conselheiros Emídio Navarro, então ministro das Obras Públicas, e Lopo Vaz de Sampaio e Melo, então vogal do Supremo Tribunal Administrativo.
Morreu em 17 de Abril de 1896, no Palácio da Fonte da Pipa, freguesia de São Clemente, em Loulé.

## Homenagens
Em sua homenagem, o nome de Marçal Pacheco foi colocado numa avenida de Loulé, e numa sociedade filarmónica.
Em Setembro de 2017, Artur Barracosa Mendonça apresentou a exposição Marçal Pacheco. Um político algarvio do século XIX, no âmbito da conferência Encontro de História de Loulé, organizada pelo Arquivo Municipal de Loulé.